# Ryan Brathwaite
Ryan Brathwaite (* 6. Juni 1988 in Bridgetown) ist ein barbadischer Hürdenläufer, der sich auf die 110-Meter-Distanz spezialisiert hat. Er war 2009 Weltmeister.
2005 gewann er bei den Jugendweltmeisterschaften in Marrakesch Silber.
2007 wurde er Vierter bei den Panamerikanischen Spielen in Rio de Janeiro und erreichte bei den Weltmeisterschaften in Osaka das Halbfinale. Auch bei den Olympischen Spielen 2008 in Peking gelangte er in die vorletzte Runde.
2009 holte er Silber bei den Zentralamerika- und Karibikmeisterschaften. Kurz danach feierte er den bislang größten Erfolg seiner Karriere, als er bei den Weltmeisterschaften in Berlin siegte. Dabei stellte er mit 13,14 s eine persönliche Bestleistung auf und schlug die US-Amerikaner Terrence Trammell und David Payne auf den Plätzen zwei und drei um nur eine Hundertstelsekund. Gleichzeitig wurde Brathwaite zum ersten Leichtathleten in der Geschichte, der bei Weltmeisterschaften eine Medaille für Barbados gewann.
2010 siegte Brathwaite bei den Zentralamerika- und Karibikspielen. Bei den Weltmeisterschaften 2011 in Daegu schied Brathwaite bereits im Vorlauf aus. 2012 erreichte er bei den Olympischen Spielen in London den fünften Platz, und 2013 gelangte er bei den Weltmeisterschaften in Moskau ins Halbfinale.
Bei den Commonwealth Games 2014 in Glasgow wurde er Fünfter.

## Persönliche Bestleistungen
- 60 m Hürden (Halle): 7,61 s, 29. Januar 2010, New York City (ehemaliger barbadischer Rekord)
- 110 m Hürden: 13,14 s, 20. August 2009, Berlin (barbadischer Rekord)